# 哥斯达黎加大学
哥斯达黎加大学（西班牙语：Universidad de Costa Rica，缩写为UCR）是中美洲國家哥斯达黎加的一所公立大學。它的主校区Ciudad Universitaria Rodrigo Facio位于聖荷西的聖佩德羅德蒙特斯德奧卡區。它是哥斯达黎加最古老和最大的高等教育机构，前身是1843年成立的圣托马斯大学。它也是该国和中美洲最重要的研究型大学，被列入拉丁美洲最著名的大学之列。全年约有45,000名学生進入該校學習。